# Emmanuel Faber
Emmanuel Faber   (Lió, 22 de gener de 1964) és un empresari francès. Entre el 2014 i el 2021, fou president i executiu en cap del Grup Danone.
Va passar part de la seva infantesa a Sant Bonet, en la regió dels Alts Alps, en el si d'una família de classe mitjana. El 1982 va realitzar el seu batxillerat a Gap i, el 1986, es va diplomar per l'Escola d'Estudis Superiors de Comerç de París. Va començar la seva carrera professional en la companyia Bain & Company i després en la Baring Brothers i Legris Industries.
El 1997 va arribar al Grup Danone com a director de finances, estratègia i sistemes d'informació. El 2000, va ser nomenat director financer i membre del Comitè Executiu. El 2005, va ser nomenat director general de la zona Àsia Pacífic. Al costat de Franck Riboud i Muhammad Yunus, va engegar a Bangladesh el projecte social Grameen Danone Foods Ltd. Fou nomenat vicepresident del Consell d'administració el 28 d'abril de 2011 i, el 2014, va succeir a Franck Riboud i va ser nomenat director general del Grup Danone.

El 2019, va visitar Barcelona per la celebració del centenari de Danone, ciutat on va es va fundar originalment, i va afirmar:
| «         | L’objectiu de la companyia no és maximitzar el benefici dels seus accionistes. Els guanys són necessaris, no som una ONG. Però hem de tenir una utilitat social. | » |
| — E.Faber | |   |

El juny de 2020, va liderar el canvi d’estatus legal de Danone convertint-lo en una entreprise à mission, o empresa amb causa, una nova figura mercantil creada pel govern francès. Aquesta decisió va ser aprovada pel 99% dels accionistes amb l'objectiu de convertir Danone en una empresa que anès més enllà dels resultats econòmics. Les entreprises à mission estaven obligades a buscar el benefici del planeta i la salut dels seus clients en lloc de fixar-se únicament en els beneficis dels seus accionistes.
Entre 2014 i 2021, Danone va aconseguir un increment de les vendes d’un 2% anual i dels beneficis d’un 12%. Però el marge brut (diferència entre la venda i el cost de producció) es va mantenir en un 48%, el mateix que tenia quan Faber va arribar al càrrec. Aquest fet, juntament amb que el retorn del capital invertit (ROIC) de 2017 fins a 2021 va estar per sota dels seus competidors (Nestle i Unilever), va fer que fos acomiadat, el març de 2021, com a conseller delegat i, al cap d’uns dies, també com a president.